# Russula rhodella
Russula rhodella är en svampart som beskrevs av E.-J. Gilbert 1932. Russula rhodella ingår i släktet kremlor och familjen kremlor och riskor.   Inga underarter finns listade i Catalogue of Life.